# خيرمان هيريرا
خيرمان هيريرا (بالإسبانية: Germán Herrera)‏ (19 يوليو 1983 في الأرجنتين - ) هو لاعب كرة قدم أرجنتيني في مركز الهجوم. شارك مع منتخب الأرجنتين تحت 20 سنة لكرة القدم. أما مع النوادي، فقد لعب مع بوتافوغو ريغاتاس وجيمناسيا لابلاتا وروزاريو سنترال وريال سوسيداد وغريميو بورتو أليغرينزي ونادي الإمارات ونادي سان لورينزو ونادي فاسكو دا غاما ونادي كورينثيانز.

## وصلات خارجية
- خيرمان هيريرا على موقع قاعدة بيانات كرة القدم.إي يو (الإنجليزية)
- خيرمان هيريرا على موقع Soccerway.com (الإنجليزية)
- خيرمان هيريرا على موقع عالم كرة القدم.نت (الإنجليزية)